# Frédéric Serrat
Frédéric Serrat (ur. 15 marca 1977 w Grasse) – francuski bokser, srebrny medalista mistrzostw świata z Budapeszcie.

## Kariera amatorska
W 1997 roku zdobył srebrny medal w wadze półciężkiej, podczas mistrzostw świata w Budapeszcie. W finale przegrał z Rosjaninem Aleksandrem Lebziakiem.

## Kariera zawodowa
Jako zawodowiec zadebiutował w 1998 roku. Nie odniósł sukcesu na ringach zawodowych, największym jego sukcesem było zdobycie mistrzostwa Francji w wadze cruiser. 13 listopada 2004 roku przegrał minimalnie na punkty, z przyszłym mistrzem świata Giaccobe Fragomenim. Karierę zakończył po punktowej porażce z Carlem Thompsonem.